# Bogdan Stancu
Bogdan Sorin Stancu (ur. 28 czerwca 1987 w Pitești) – rumuński piłkarz, który grał na pozycji napastnika. W latach 2010–2017 reprezentant Rumunii. Uczestnik Mistrzostw Europy 2016.